# Mercedes MGP W02
Mercedes MGP W02 — гоночний автомобіль команди Mercedes GP Petronas розроблений і побудований для участі в Чемпіонаті світу з автогонок у класі Формула-1 сезону 2011 року.

## Презентація
Презентація боліда пройшла 1 лютого 2011 року на тестах у Валенсії. Там же відбувся його дебют на трасі.